# 侧坦蛛
侧坦蛛（学名：Ariadna lateralis）为类石蛛科坦蛛属的动物。分布于日本、朝鲜、台湾岛以及中国大陆的辽宁、浙江、山东等地，多见于松树等的树皮缝隙以及岩石缝隙。该物种的模式产地在日本。